# Ophionereis albomaculata
Ophionereis albomaculata är en ormstjärneart som beskrevs av E.A. Smith 1877. Ophionereis albomaculata ingår i släktet Ophionereis och familjen Ophionereididae. Inga underarter finns listade i Catalogue of Life.